# Salvador Valverde Calvo
Salvador Valverde Calvo (Barcelona, 5 de mayo de 1924 - Buenos Aires, 5 de abril de 2022) fue un autor de radio y teatro y guionista de cine español nacionalizado argentino. Se desarrolló profesionalmente en este país, donde ganó reconocimiento popular por su trabajo para las sagas cinematográficas de Los superagentes, Los bañeros más locos del mundo, Los extermineitors, Brigada explosiva y algunas películas protagonizadas por el cantante Sandro.

## Biografía
Su padre Salvador Valverde, también nacido en Argentina era escritor, poeta y autor de canciones tan populares como Ojos verdes y Si vas a Calatayud.
Al finalizar la Guerra Civil Española su familia se exilió en Francia gracias al pasaporte argentino de su padre, y al iniciarse la Segunda Guerra Mundial, viajaron en el vapor Massilia a Buenos Aires, donde llegaron el 5 de noviembre de 1939 y en donde se radicaron de forma definitiva. Comenzó a publicar cuentos en revistas, entre las que se contaban Estampa, El Hogar, Leoplán, Maribel, Para Ti y Vosotras.
En 1998 editó en España y Argentina un trabajo de reconstrucción y coordinación de los escritos dejados por el cantante Miguel de Molina, un español que también siguió el camino del exilio a Buenos Aires, sobre sus memorias, publicado con el título de Botín de guerra.
En LR4 radio Splendid Valverde Calvo dirigió y condujo durante quince años el programa creado por su padre titulado Fiestas Españolas. 
También redactó guiones de radio de grandes figuras de la canción española que actuaron en Argentina, tales como Carmen Amaya, Imperio Argentina, Miguel de Molina, Lola Flores, Sarita Montiel y Carmen Sevilla.
Su obra Te la cambio por la mía fue presentada en 1982 en el Hermitage de Mar del Plata con la actuación de Susana Giménez, Nora Cárpena, Guillermo Bredeston, Emilio Disi y Dorys del Valle.
Al año siguiente su obra El último que apague la luz fue representada en la misma sala por Susana Giménez, Juan Carlos Calabró, Guillermo Bredeston, Nora Cárpena, Emilio Disi, Dorys Del Valle y Ana María Campoy y en 1985 su obra La quinta está que arde fue presentada por la compañía Cárpena-Bredeston con Jorge Martínez.
También en Mar del Plata colaboró en seis temporadas de verano del Teatro Odeón.
Otra de las facetas de Valverde Calvo fue la escritura de sketchs durante la década de 1960 para revistas encabezadas por Alberto Olmedo, Jorge Porcel y Moria Casán en teatros de Buenos Aires y de Mar del Plata.
En el Tabarís se representó su obra Revueltos a la francesa, con un elenco en el que se encontraban, entre otros, Juan Carlos Dual y Hugo Arana.

## Críticas y controversias sobre la filmografía de Valverde Calvo
En una nota de Clarín se expresa: “los filmes de los superagentes aparecen como una aplicación exitosa del ingenio criollo para remedar fórmulas de éxito en el exterior.En este caso, hay que regresar a 1974, año en que se origina la saga…Tiempos de cine policial de explotación en el mundo y de series de televisión del mismo estilo, lo que marca a fuego a la saga es su conexión con la serie James Bond. En La gran aventura aparece la primera chica a lo Bond que no era otra que una jovencísima Graciela Alfano en su primera película…interpretando a una chica con conocimientos de artes marciales, bella y provocativa, que ponía en aprietos al trío protagónico, miembros de la Organización Acuario, oscuro ente cuyas connotaciones parapoliciales eran pasadas por alto por los niños de aquellos años”.
Diego Battle opinó en relación con el filme Brigada explosiva, misión pirata que el mismo es “una reivindicación tan nefasta del peor chanta argentino y [con] un grado de misoginia, y de homofobia tan obsceno que no permiten tomársela a la ligera”.
Roger Koza opinó de Bañeros 4: Los Rompeolas que “la xenofobia está más contenida que en la película anterior: alcanza con convertir en cenizas un local de comida china y maltratar graciosamente a su dueña oriental (interpretada por una actriz que no tiene los ojos rasgados). La homofobia parece haber quedado erradicada”.

## Opiniones de Valverde Calvo sobre su propio cine
Salvador Valverde Calvo dijo sobre su cine:

…Es un cine tan sencillo, tan ingenuo, ¿qué puede interesarle? Sólo fue escribir lo que nos gusta, disfrutarlo, tratar de ser coherentes con el público, y saber que el cine es una industria, donde uno entrega su parte confiando en la pericia de los otros para aprovechar de esa parte lo que mejor convenga… (las películas de Los Superagentes). Las hicimos para los chicos, eran superhéroes un poco antihéroes: el cómico, el galán, y el Hércules. Ocho, y en ninguna se vio sangre, nunca hubo un muerto…

…[Sobre escribir específicamente para una figura]…No me engaño, el público jamás iba por la historia que hubiéramos escrito, eso lo agradecía después. La gente iba a reírse con sus cómicos o a escuchar a sus ídolos. Yo escribía pensando cómo podía lucirse cada uno, y, en el caso de los cantantes, pensando cómo insertar ocho o diez canciones en 90 minutos.

## Premios
Recibió el Premio Ondas por su actividad radial.

## Filmografía
Guionista
- Bañeros 5: lentos y cargosos (2018)
- Los superagentes, nueva generación (2008)
- Brigada explosiva, misión pirata (2007)
- Bañeros 3: todopoderosos (2006)
- Extermineitors IV, como hermanos gemelos (1992)
- Extermineitors III, la gran pelea final (1991)
- Extermineitors II, la venganza del dragón (1990)
- Enfermero de día, camarero de noche (1990)
- Los extermineitors (1989)
- Bañeros II, la playa loca (1989)
- Tres alegres fugitivos (1988)
- El profesor punk (1988)
- Los pilotos más locos del mundo (1988)
- Johnny Tolengo, el majestuoso (1987)
- Los matamonstruos en la mansión del terror (1987)
- Las aventuras de Tremendo (1986)
- Brigada explosiva contra los ninjas (1986)
- Los bañeros más locos del mundo (1986)
- Mingo y Aníbal en la mansión embrujada (1986)
- Brigada explosiva (1986)
- Las barras bravas (1985)
- Titanes en el ring contraataca  (1984)
- Sálvese quien pueda  (1984)
- Superagentes y titanes  (1983)
- Subí que te llevo  (1980)
- Los superagentes y la gran aventura del oro  (1980)
- Los superagentes contra todos  (1980)
- Los superagentes no se rompen  (1979)
- Los superagentes y el tesoro maldito  (1977)
- Los superagentes biónicos  (1977)
- La aventura explosiva  (1976)
- La super, super aventura (1975)
- La gran aventura  (1974)
- Este loco... loco Buenos Aires  (1973)
- Hipólito y Evita  (1973)
- Yo gané el prode... y Ud.? (1973)
- La colimba no es la guerra  (1972)
- Así es Buenos Aires  (1971)
- Simplemente una rosa  (1971)
- Los mochileros (1970)
- Gitano (1970)
- Quiero llenarme de ti (1969)
- La vida continúa (1969)
- Mi cielo de Andalucía (1942)

Idea original
- Bañeros 3: todopoderosos (2006)
- El bulín (1969)

Argumento
- La aventura de los paraguas asesinos (1979)
- No hay que aflojarle a la vida (1975)

Adaptación
- Operación Comando (1980)

Productor asociado
- La gran aventura (1974)